# Rudolf Fitzner (Musiker)
Rudolf Fitzner (* 4. Mai 1868 in Ernstbrunn; † 2. Februar 1934 in Maxglan (heute zu Salzburg)) war ein österreichischer Geiger und Gründer eines Streichquartetts.
Rudolf Fitzner kam im Alter von 14 Jahren als Student ans  Konservatorium der Gesellschaft der Musikfreunde in Wien, wo ihn unter anderem Jakob Grün (Violine) und Anton Bruckner (Komposition) unterrichteten. Danach wirkte er als Konzertmeister verschiedener Orchester und wurde 1890 Solist der Marinemusik in Pula. 1911 ernannte der bulgarische König Ferdinand I. Rudolf Fitzner zum Kammervirtuosen. 

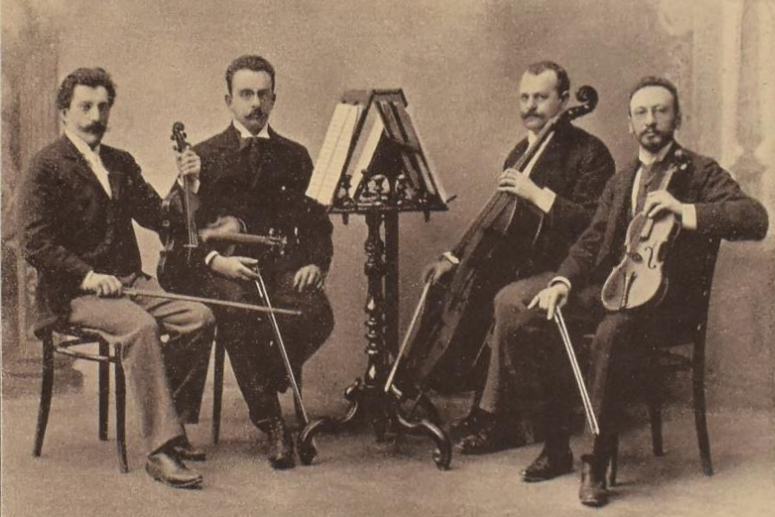
Fitzner-Quartett zwischen 1894 und 1898

1894 begründete Fitzner zusammen mit Jaroslav Czerny (2. Violine), Otto Zert (Viola) und Friedrich Buxbaum (Cello) das Fitzner-Quartett. In der Folge ergaben sich mehrere Umbesetzungen: Den Part der 2. Violine übernahm Max Weißgärber, den des Bratschisten Franz Konwitschny, den des Cellisten Anton Walter. Von 1921 bis zur Auflösung 1927 musizierten neben Fitzner Theodor Hess, Heinrich Gräser (Graesser) und Hugo Kreisler (Bruder von Fritz Kreisler). Das seinerzeit namhafte Fitzner-Quartett übernahm die Uraufführung zahlreicher Novitäten, darunter Werke von Arnold Schönberg, Alexander von Zemlinsky und Ernst von Dohnányi. Ausgedehnte Konzertreisen führten es unter anderem nach Russland, Griechenland und Ägypten. 
Rudolf Fitzner, der auch als Herausgeber von Kammermusik fungierte, verstarb 1934 nach einjährigem Aufenthalt in einer psychiatrischen Klinik.